# Lübecker Sommerbergamotte

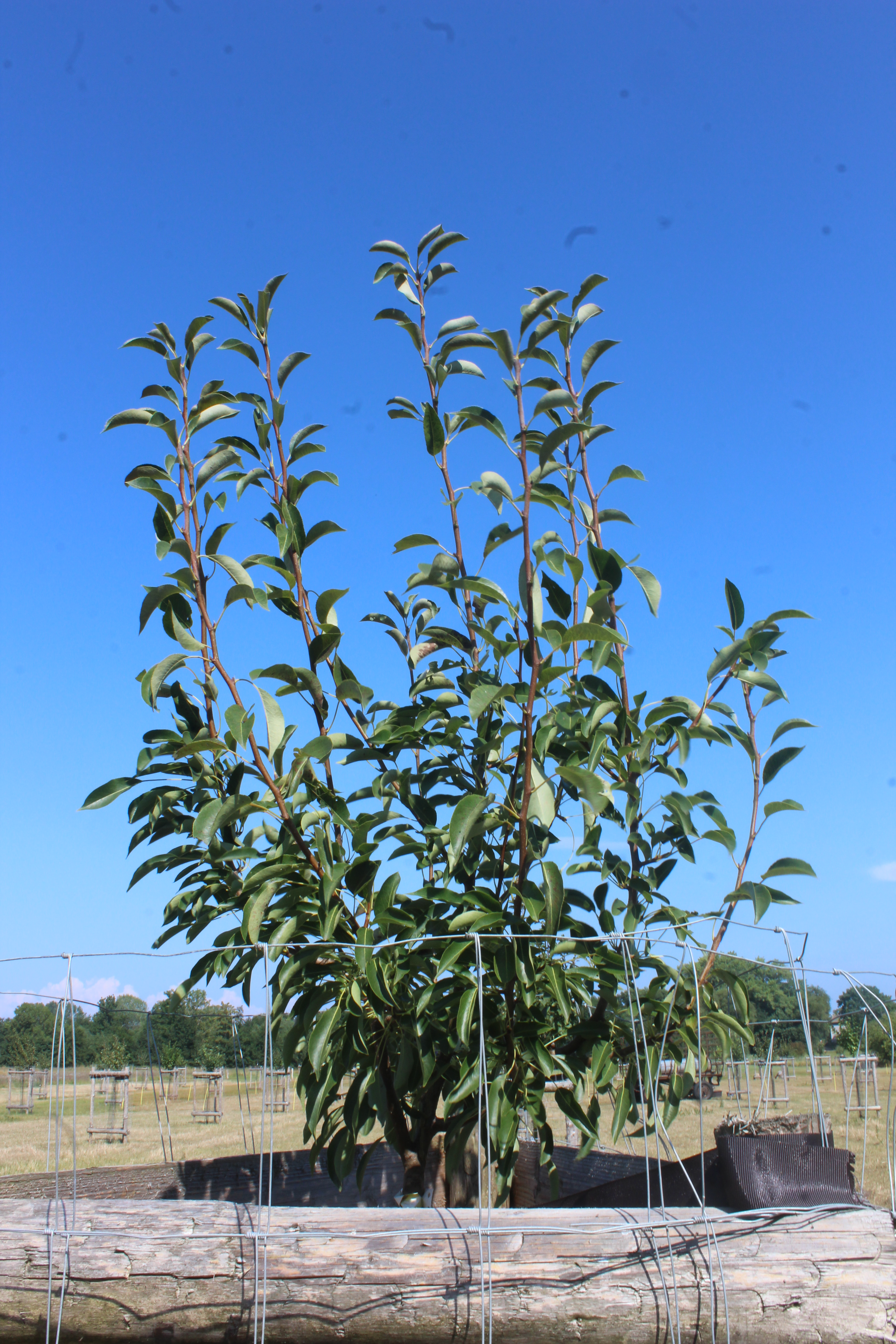

Die Lübecker Bergamotte ist eine kleine Birne mit typischer Bergamotteform, mit voll schmelzend und angenehm würzigem Geschmack. Die Farbe ist grünlichgelb, aber kaum sichtbar, da die Birne meist komplett fein graubraun berostet ist.
Sie hat einen offenen Kelch mit sternförmig aufliegenden Kelchblättern. Der Baum ist starkwüchsig und bildet eine eher birnenuntypische, rundliche Krone. Die Lübecker Sommerbergamotte eignet sich sehr gut als Kochbirne für das Gericht Birnen, Bohnen und Speck.

## Ernte
Die Ernte findet schon ab August und bis Anfang September statt, daher auch der Name Sommerbergamotte.

## Herkunft
Erstmals wird die Lübecker Sommerbergamotte von Johann Georg Conrad Oberdieck 1866 im Illustrierten Handbuch für Obstkunde beschrieben. Er hatte Früchte von Kunstgärtner Hartwig aus Lübeck geschickt bekommen. Die Sorte war um Lübeck wahrscheinlich einfach unter dem Namen Sommerbergamotte verbreitet. Von Lübeck aus wurden die Früchte bis nach Schweden gehandelt. So hat sie auch als Baum den Weg dorthin gefunden und wird in schwedischen Pomologien erwähnt. Lübecker Initiativen, die sich um alte Obstsorten bemühen, aber auch die Umweltbehörden norddeutscher Städte wie Lübeck und Rostock empfehlen und fördern den privaten Anbau alter Obstsorten, so auch den der Lübecker Sommerbergamotte.